# SM U-3 (1908)
SM U-3 lub U-III – okręt podwodny typu U-3, zbudowany dla Austro-Węgierskiej Marynarki Wojennej, w której służył przed i w czasie I wojny światowej. U-3 został zbudowany przez stocznię Germaniawerft w Kilonii w ramach porównawczej oceny projektów obcych okrętów podwodnych.
Budowę okrętu zaakceptowano w 1906 roku, a zaczęła się ona w marcu roku 1907. U-3 został zwodowany w sierpniu 1908 roku i przyholowany z Kilonii do Puli w styczniu 1909 roku. Podwójny kadłub sztywny miał 42 metry długości, a wyporność wynosiła 240 ton na powierzchni i 300 ton w zanurzeniu. Konstrukcja okrętu powodowała kłopoty z zanurzaniem, ale zostały one złagodzone poprzez modyfikacje kiosku i sterów głębokości w pierwszych latach służby. Pierwotnie uzbrojenie składało się z dwóch wyrzutni torpedowych z zapasem trzech torped, ale w 1915 roku dodane zostało działo pokładowe.
U-3 został wprowadzony do służby w Austro-Węgierskiej Marynarce Wojennej we wrześniu 1909 roku i do rozpoczęcia I wojny światowej służył jako jednostka szkolna, czasami wykonując nawet 10 rejsów miesięcznie. Na początku wojny był jednym z czterech sprawnych austro-węgierskich okrętów podwodnych. Przez większość pierwszego roku wojny U-3 prowadził działania rozpoznawcze z Kotoru. 12 sierpnia 1915 roku przeprowadził nieudany atak torpedowy na włoski transportowiec i po wynurzeniu się następnego dnia został zatopiony przez francuski niszczyciel. Zginął dowódca okrętu i sześciu marynarzy; pozostałych 14 członków załogi zostało wziętych do niewoli.

## Projekt i budowa
U-3 został zbudowany w ramach projektu K.u.K. Kriegsmarine, przeprowadzenia badań porównawczych konstrukcji zagranicznych okrętów podwodnych. W konkursie wzięły udział projekty Simona Lake'a, Germaniawerft i Johna Hollanda. Dowództwo marynarki austro-węgierskiej zamówiło budowę U-3 (oraz jego bliźniaczego okrętu U-4) w stoczni Germaniawerft w Kilonii w 1906 roku. Stępka pod okręt została położona 12 marca 1907 w doku nr 135, a wodowanie odbyło się 20 sierpnia 1908 roku. Po ukończeniu został przeholowany przez Gibraltar do Puli, gdzie dotarł 24 stycznia 1909 roku.

## Konstrukcja
U-3 był ulepszoną wersją projektu Germaniawerft pierwszego U-Boota Kaiserliche Marine, SM U-1, i posiadał podwójny kadłub sztywny z wewnętrznymi zbiornikami balastowymi. Dzięki szczegółowym testom z użyciem modelów okrętu, niemieckim inżynierom udało się ulepszyć konstrukcję kadłuba.
Okręt miał 42,3 metra długości, 4,3 metra szerokości i 3,81 metra zanurzenia. Wyporność na powierzchni wynosiła 240 ton, zaś w zanurzeniu 300 ton . Załoga składała się z 21 oficerów i marynarzy. Okręt napędzany był na powierzchni przez dwa 4-cylindrowe, dwusuwowe silniki naftowe o łącznej mocy 600 KM, zaś pod wodą poruszały się dzięki dwóm silnikom elektrycznym o łącznej mocy 320 KM. Poruszający dwoma śrubami układ napędowy zapewniał prędkość 12 węzłów na powierzchni i 8,5 węzła w zanurzeniu. Zasięg wynosił 1200 Mm przy prędkości 12 węzłów na powierzchni i 40 Mm przy prędkości 3 węzłów pod wodą.
U-3 został wyposażony w dwie wyrzutnie torpedowe na dziobie i mógł przenosić łącznie trzy torpedy.

## Służba
Po przybyciu do Puli w styczniu 1909 roku, 12 marca okręt został wprowadzony do służby w Austro-Węgierskiej Marynarce Wojennej jako SM U-3. W czasie testów porównawczych okazało się, że okręt ma problemy z zanurzaniem i sterowaniem. By przeciwdziałać tym problemom kilka razy zmieniono kształt i wielkość kiosków, usunięto przednie stery głębokości oraz dodano nieruchomą płetwę rufową. Pomiędzy 1910 a 1914 rokiem okręt służył jako jednostka szkolna i odbywał nawet do 10 rejsów miesięcznie.
Na początku wojny U-3 był jednym z czterech sprawnych austro-węgierskich okrętów podwodnych. 22 sierpnia 1914 roku rozpoczął działania rozpoznawcze z bazy na wyspie Brioni, ale został przeniesiony do Kotoru w następnym miesiącu. W kwietniu 1915 roku na okręcie zamontowano szybkostrzelne działo pokładowe kal. 37 mm.
10 sierpnia 1915 roku U-3 wypłynął z Kotoru na swój, jak się później okazało, ostatni patrol, na północ od Brindisi. Dwa dni później, w czasie drogi powrotnej do Kotoru z Cieśniny Otranto, przeprowadził atak torpedowy na włoski statek transportowy „Citta di Catania”. Torpedy chybiły celu, a U-3 został staranowany przez włoski transportowiec, w wyniku czego zniszczony został jego peryskop. Gdy wynurzył się, niszczyciele eskorty otworzyły do niego ogień. U-3 zanurzył się, by uciec przed ostrzałem, lecz w czasie przebywania na dnie został uszkodzony przez bomby głębinowe z francuskiego niszczyciela „Bisson”. Kiedy austro-węgierski okręt wynurzył się ponownie następnego dnia, został ostrzelany i zatopiony przez ten sam niszczyciel. Czternastu członków załogi ocalało i zostało wziętych do niewoli. Zginęło siedmiu marynarzy, w tym dowódca okrętu Linienschiffsleutnant Karl Strnad. W czasie swojej służby U-3 nie odniósł sukcesów.

## Dowódcy
Na podstawie: Conway’s All the World’s Fighting Ships, 1906–1921, WWI U-Boats: k.u.k. U3
- Emmerich Graf von Thun-Hohenstein (wrzesień 1909 – wrzesień 1910)
- Lothar Leschanowsky (wrzesień 1910 – kwiecień 1911)
- Richard Gstettner (kwiecień 1911 – kwiecień 1912)
- Eduard Ritter von Hübner (kwiecień 1912 – czerwiec 1915)
- Karl Strnad (czerwiec – sierpień 1915)